# Petr Čepek
Petr Čepek, född 16 september 1940 i Prag, protektoratet Böhmen-Mähren, död 20 september 1994 i Vrchlabí, Tjeckien, var en tjeckisk skådespelare.
Čepek blev intresserad av teater i tonåren och kom senare att utbilda sig vid Divadelní fakulta Akademie múzických umení v Praze (Prags akademi för scenkonst). Čepek vägrade skriva under ett upprop utfärdat av Státní bezpečnost på att en av hans studentkamrater, skådespelaren Ladislav Mrkvička, skulle fängslas vilket ledde till att han likt Mrkvička inte fick diplom för sin utbildning.
På 1960-talet började han medverka i film och TV-produktioner och syntes snart i huvudroller i filmer som Adelheid (1969) och Petrolejové lampy (1970). Efter Sammetsrevolutionen blev han lärare på sin gamla teaterskola. Han avled i cancer 1994 men arbetade in i det sista. Hans sista filmroll blev titelrollen i Faust samma år. För rollen förärades han postumt med filmpriset Tjeckiska lejonet.

## Filmografi, urval
- 1967 – Údolí včel
- 1969 – Adelheid
- 1972 – Morgiana
- 1977 – Pan Tau (TV-serie)
- 1980 – När seklet var kort
- 1984 – Tři veteráni
- 1986 – Min lilla by
- 1987 – Som ett brev på posten
- 1991 – Älskade magister
- 1994 – Faust